# Slag bij Halidon Hill
De Slag bij Halidon Hill vond plaats op 19 juli 1333 en was de laatste grote veldslag van de Schotse Onafhankelijkheidsoorlogen. 
Toen de Schotse troepen aangevoerd door Archibald Douglas probeerden de sinds 12 april belegerde stad Berwick-upon-Tweed te ontzetten werden zij in voor hen zeer ongunstige terreinomstandigheden door de Engelse troepen vernietigend verslagen. De Schotse troepen trokken door drassig gebied en moesten van daaruit Halidon Hill bestormen, waar zij door de Engelsen werden opgewacht. Zij waren een gemakkelijk doelwit voor de Engelsen, die efficiënt gebruik maakten van boogschutters met longbows. 
Daar waar de Engelsen nauwelijks verliezen leden, telden de Schotten op een leger van 7500 minstens 4000 gesneuvelden, waaronder de overgrote meerderheid van de toenmalige Schotse adel. De Engelsen namen weinig gevangenen, en daarvan werden er 's anderendaags nog een honderdtal opgehangen.
Na de veldslag werd de belegering van Berwick hervat; de stad viel de volgende dag.